# Arctia upsilon
Arctia upsilon är en fjärilsart som beskrevs av Smith 1957. Arctia upsilon ingår i släktet Arctia och familjen björnspinnare. Inga underarter finns listade i Catalogue of Life.